# 伊能景晴
伊能 景晴（いのう かげはる、文化5年5月29日（1808年6月22日）－ 明治19年（1886年）3月19日）は、幕末から明治の商人。通称は茂左衛門。号は節軒。字は徳輝。楫取魚彦（伊能景良）の曾孫。

## 経歴
下総国香取郡佐原村（現在の千葉県香取市）の商家の出身で、家督をつぎ醤油醸造業を再興して家運を回復させ、佐原の名主（里正）となる。
天保7年（1836年）に発生した天保の大飢饉、翌年の利根川水害に際しては窮民の救済に努める。
一方、同じ佐原の名家で同族でもあった伊能忠敬の三郎右衛門家が忠敬の没後数年で孫の伊能忠誨が早世したことによって家系が断絶したのを惜しんで、海保景文を当主に迎えて自分の次女を娶らせて家名を再興させている。
明治に入ると、佐原を流れる小野川に土砂が堆積して洪水の危険が生じたことを憂慮して、私財を投じて改修工事を行った。その功績が評価されて明治18年（1885年）に藍綬褒章を授与されるが、日光山への旅行中に体調を崩し、翌年に死去。享年79。